# Карбонара
Паста карбона́ра (итал. pasta alla carbonara) — спагетти или ригатони с мелкими кусочками щековины (гуанчале), смешанные с соусом из яиц, сыра пекорино романо, соли и свежемолотого чёрного перца. Этот соус доходит до полной готовности от тепла только что сваренной пасты или при пастеризации смеси яиц, сыра и чёрного перца на водяной бане. 
Блюдо было изобретено в середине XX века и является традиционным для итальянского региона Лацио, центром которого является Рим. 

## Сыр
В Риме используют пекорино романо (выдержанный сыр из овечьего молока). Некоторым соус из пекорино может показаться резким, поэтому иногда отступают от классического рецепта и смешивают пекорино романо и пармезан или грана падано либо используют другой овечий сыр.

## Бекон
В Риме карбонару готовят с гуанчале, либо с панчеттой (местной разновидностью бекона), при отсутствии с беконом, мелкие кубики которых обжаривают до прозрачности и добавляют в пасту перед тем, как влить в неё соус.

## Различные способы приготовления
Некоторые рецепты рекомендуют использовать больше соуса, и, чтобы соус держался внутри пасты, использовать трубчатую по форме пасту, такую, например, как ригатони или пенне. В отличие от иностранных версий, в Италии сливки в карбонаре не используются, хотя есть и исключения. Это касается и чеснока: в итальянских рецептах его нет, а за пределами Италии можно найти рецепт карбонары с чесноком.
Кроме того, встречаются рецепты, включающие брокколи, горошек, лук, грибы или другие овощи, но с карбонарой их объединяет только наличие яиц или бекона.